# 松竹ブロードキャスティング
松竹ブロードキャスティング株式会社（しょうちくブロードキャスティング、Shochiku Broadcasting Co., Ltd.）は、日本の衛星基幹放送事業者。松竹のグループ会社である。
スカパー!をプラットフォームとしている。

## 概要
- 1992年に「衛星映画演劇放送株式会社」（えいせいえいがえんげきほうそう）として設立[2][注釈 1]し、同年12月1日、CS放送の映画専門チャンネル「衛星劇場」をスタートさせ放送業務を始めた。
- 主に日本映画を中心に、韓国・台湾作品などで編成されている映画専門チャンネル「衛星劇場」とドラマ専門チャンネル「ホームドラマチャンネル」を、CS（通信衛星）より全国のケーブルテレビやスカパー!プレミアムサービス、スカパー!（東経110度CS放送）等を通して配信している。
- 衛星放送事業の他、毎年に松竹制作の映画作品に多く出資している。過去には『たそがれ清兵衛』（2002年）『出口のない海』（2006年）『東京フレンズ』（2006年）等に関与し、松竹ブロードキャスティングになってからは『超高速!参勤交代』（2014年）にも関与している。

## 歴史
- 1992年
  - 4月23日 - 衛星映画演劇放送株式会社設立[2][注釈 1]。
  - 12月1日 - CSバーンで「衛星劇場」放送開始（1993年4月1日有料放送開始）。
- 1997年10月1日 - 「衛星劇場」、チャンネル名を「シネマジャパネスク」に変更
  - 奥山和由が推進する同名のプロジェクトに合わせるため。松竹制作の映画作品にも出資している。
- 1998年
  - 2月14日 - ホームドラマチャンネル放送開始（同年3月1日より有料放送開始）。
  - 10月1日 - 「シネマジャパネスク」、チャンネル名を「衛星劇場」に再変更。
    - 奥山が松竹を退社、「シネマジャパネスク」プロジェクトが終了したため。
- 2006年12月1日 - 株式交換により松竹の完全子会社化。
- 2008年8月15日 - 子会社・株式会社歌舞伎チャンネル設立（2009年4月1日、伝統文化放送から歌舞伎チャンネルの運営を承継）。
- 2010年9月17日 - スカパー!e2（現・スカパー!）で「ホームドラマチャンネル」の試験放送を開始（本放送は2010年10月1日に開始）。前後して当チャンネルの基幹放送事業者であるインターローカルメディアに出資。
- 2012年10月1日 - スカパー!の衛星基幹放送事業者をシーエス映画放送から衛星劇場に変更。
- 2013年10月1日 - 放送事業者の商号を衛星劇場から「松竹ブロードキャスティング」に変更[3]。
- 2019年5月20日 - 東急と合弁でBSデジタル放送の新規参入を開始[4]。
- 2020年7月22日 - 東急と合弁のBSデジタル放送会社「BS松竹東急株式会社」を設立[5]。出資比率は松竹ブロードキャスティングが60%、東急が40%。
- 2025年2月27日 - BS放送事業から撤退することを発表。同年6月30日にBS松竹東急を放送終了した。[6]
- 2025年6月18日 - JCOM株式会社がBS松竹東急株式会社を買収し、JCOMが新たな親会社となる。また、2025年7月1日より商号を「JCOM BS株式会社」に変更した。[7]

## 運営チャンネル
- 衛星劇場
  - スカパー!では自社が衛星基幹放送事業者として直営する。

- ホームドラマチャンネル 韓流・時代劇・国内ドラマ
  - スカパー!の衛星基幹放送事業者はインターローカルメディア。

両チャンネルともスカパー!プレミアムサービスの衛星一般放送事業者は、スカパー・エンターテイメント。

### 過去の運営チャンネル（子会社による運営）
- 伝統文化放送→歌舞伎チャンネル

### 構想
- 日本舞踊放送
- シネマサンシャイン
- 歌舞伎TV
- BS松竹東急4K
- BS松竹東急8K

## 映画製作
2013年より作家主義と俳優発掘を理念としたオリジナル映画製作プロジェクトを立ち上げ、映画の製作事業を開始している。俳優はオーディションで集め、監督によるワークショップから映画の製作を行う。作家主義を理念としているため、各監督は脚本も担当している。
- 第1弾『滝を見にいく』（監督：沖田修一、2014年）
- 第2弾『恋人たち』（監督：橋口亮輔、2015年）
- 番外編『変態だ』（監督：安齋肇、2016年） - みうらじゅんが今見て見たいポルノ映画を作るというコンセプトのもと製作
- 第3弾『東京ウィンドオーケストラ』（監督：坂下雄一郎、2016年）
- 第4弾『心に吹く風』（監督：ユン・ソクホ、2017年）
- 第5弾『ピンカートンに会いにいく』（監督：坂下雄一郎、2018年）
- 第6弾『鈴木家の嘘』（監督：野尻克己、2018年）
- 第7弾『スペシャルアクターズ』（監督：上田慎一郎、2019年）